# 美爾奎寧
美爾奎寧 (INN:mefloquine，中國稱甲氟喹)，以Lariam等品牌名稱於市場上販售，是一種用於預防或治療瘧疾的藥物。若用於預防，通常會在潛在暴露之前即開始服用，並在潛在暴露後持續數週。它可用於治療輕度或中度瘧疾，但不建議用於治療嚴重瘧疾。
美爾奎寧以口服方式給藥。
使用美爾奎寧常見的副作用有嘔吐、腹瀉、頭痛、睡眠障礙和皮疹。嚴重的副作用有長期的心理健康問題，例如憂鬱、幻覺和焦慮，以及在神經系統方面的副作用，像是平衡感不佳、癲癇發作和耳鳴。因此不建議有心理健康問題或癲癇病史的人使用。在懷孕和進行母乳哺育期間的個體使用，對於個體本身，及胎兒，或是嬰兒似乎屬於安全。
美爾奎寧由美國陸軍在1970年代開發，並於1980年代中期投入醫療用途。它已列入世界衛生組織基本藥物標準清單中，目前市面上已有其通用名藥物（學名藥）販售。

## 醫療用途

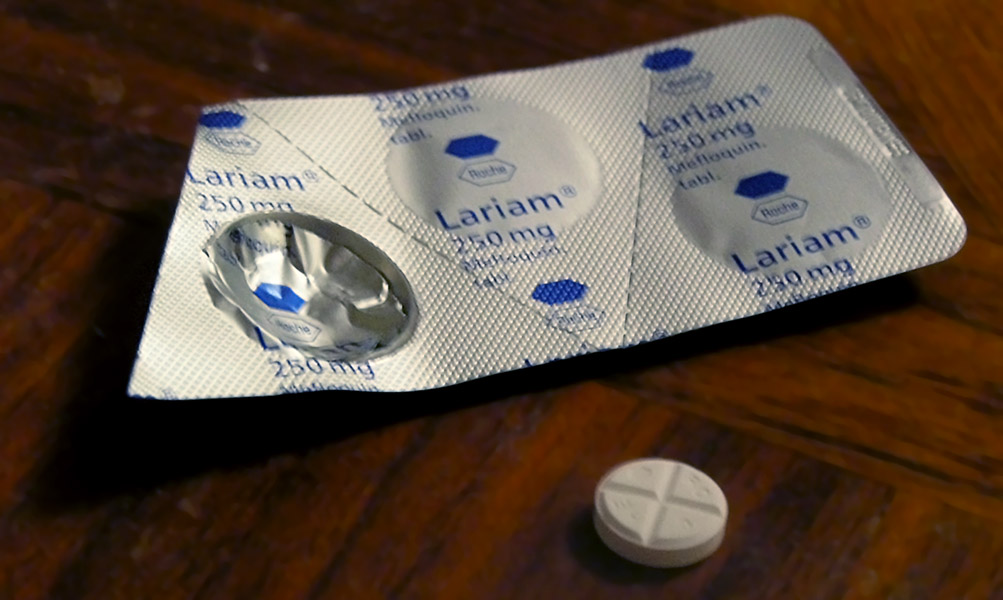
每片為250毫克的美爾奎寧（產品名稱Lariam）片劑。

美爾奎寧用於預防，還有治療某些形式的瘧疾。

## 預防
美爾奎寧可用於預防世界各地的瘧疾（在瘧原蟲對多種藥物已產生抗藥性的地區除外）。它是美國疾病管制與預防中心（CDC）所推薦的幾種抗瘧疾藥物之一。美國傳染病學會也將其推薦為瘧疾預防的首選或次選藥物，具體取決於所到地理區域的瘧原蟲抗藥性模式。為達預防目的，通常個體會在進入瘧疾地區前一到兩週開始服用。但是若使用獨克士黴素，或是阿托奎酮/氯胍，僅需提前一到兩天服用即可提供保護，且可能更易為服用者耐受。如果個體已服用美爾奎寧進行預防，卻仍感染瘧疾，在此情況下使用鹵泛群和奎寧進行治療可能會無效果。:4

### 治療
美爾奎寧用於治療對氯喹敏感或有抗藥性的惡性瘧原蟲造成的瘧疾，並被認為是治療無併發症氯喹抗藥性間日瘧原蟲瘧疾的合理替代藥物。它是CDC推薦的幾種治療瘧疾藥物之一。但不建議將其用於治療嚴重的瘧疾感染，特別是惡性瘧原蟲感染（此類情況應使用靜脈注射的抗瘧疾藥物進行治療）。美爾奎寧無法清除處於瘧疾肝期（liver phase，當受感染的雌性瘧蚊叮咬人類時，它會將子孢子 (參見頂複門的生命週期#感染週期) 注入人體。這些子孢子隨後迅速進入血液循環，通常不到一小時就會侵入肝臟細胞，並進行一系列的轉變和無性繁殖）的瘧原蟲，因此感染間日瘧原蟲的患者應配合使用對肝期有效的第二種藥物，例如普來馬奎寧。:4

### 對美爾奎寧的抗藥性
在柬埔寨西部邊境和東南亞其他地區，可常見到具美爾奎寧抗藥性的瘧原蟲。其抗藥機制是透過惡性瘧原蟲多重抗藥基因1 (Pfmdr1) 拷貝數的增加。

## 禁忌症
美爾奎寧禁用於有癲癇病史或近期有精神疾病史的患者。

### 懷孕與哺乳
現有數據顯示個體於懷孕的所有階段使用美爾奎寧均屬安全及有效，且已廣泛用於此適應症。而對胎兒的風險似乎也極小，且與出生缺陷或流產的風險增加無關聯。然而，美爾奎寧相較於其他抗瘧疾的化學藥物預防方案，可能會對那些沒懷孕，須前往瘧疾疫區而服用的人產生更多副作用。
在進行母乳哺育的個體服用美爾奎寧，也是安全且有效，它會以低濃度出現在母乳中，對於嬰兒應屬安全。:9世界衛生組織 (WHO) 批准美爾奎寧用於懷孕的第二和第三孕期，縱然在第一孕期使用也不會強制終止妊娠（人工流產）。

## 不良反應
使用此藥物常見的副作用有嘔吐、腹瀉、頭痛和皮疹。需要住院治療的嚴重副作用雖然罕見，但有心理健康問題，例如憂鬱、幻覺和焦慮，以及神經系統方面的副作用，像是平衡感不佳、癲癇發作和耳鳴。因此，不建議有精神疾病史或癲癇病史的人使用美爾奎寧。
長期服用美爾奎寧期間應進行肝功能檢查。治療期間應避免飲酒。

### 在神經和精神方面的影響
美國食品藥物管理局 (FDA) 於2013年要求在美爾奎寧的處方籤上增加黑框警告，指出該藥物可能引起神經精神方面的副作用，這些副作用即使在停藥後仍可能持續存在。FDA於2013年表示："神經系統副作用可能在用藥期間的任何時候發生，並且在停藥後可能持續數月至數年，甚至可能是永久性的"。神經系統影響包括頭暈、平衡感喪失、癲癇發作和耳鳴。精神方面影響則有惡夢、視幻覺、聽幻覺、焦慮、憂鬱、異常行為和自殺意念。
在服用美爾奎寧預防瘧疾的人中，約有百分之一會發生需要住院治療的中樞神經系統事件，而較輕微的事件（例如頭暈、頭痛、失眠和生動的夢境）則在多達25%的人身上出現。當對不良事件的嚴重程度進行主觀評估時，約有11-17%的旅行者會在某種程度上喪失行動能力。

### 心臟方面
美爾奎寧可能會導致心律異常，這些異常可在心電圖上觀察到。將美爾奎寧與其他會引起類似作用的藥物（如奎寧或奎尼丁）併用，可能會加劇這些影響。美爾奎寧若與鹵泛群併用，會導致QT間期顯著延長。:10

## 藥理學

### 藥效學
美爾奎寧的作用機制尚未被完全了解，目前存在數種相互競爭的假說。

### 脫靶活性
美爾奎寧已知具有脫靶活性。包括對血清素5-HT2A受體的親和力，以及程度較低的對血清素5-HT2C受體的親和力，但對血清素5-HT1A受體則沒親和力。美爾奎寧是血清素5-HT2A和5-HT2C受體的部分活化劑 ，其作用類似於血清素能致幻劑（迷幻藥物），如麥角酸二乙醯胺（LSD）、2,5-二甲氧基-4-甲基安非他命（DOM）和N,N-二甲基色胺（DMT） 。它還能結合血清素轉運體並作為血清素再攝取抑制劑、作為血清素5-HT3受體拮抗劑，並對多巴胺D3受體等表現出親和力。美爾奎寧的這些特性，特別是對血清素5-HT2A受體的激動作用，可能與其所報導的神經和精神不良反應有關，例如在高劑量使用時可能出現的視幻覺。美爾奎寧被認為具有潛在的抗癲癇作用，這是因為它能夠非特異性地阻斷連接蛋白半通道 (connexin hemi-channels) 和泛連接蛋白通道 (pannexons)。

### 藥物動力學
美爾奎寧主要經由肝臟代謝。肝功能受損者的藥物清除可能會因而延長，導致其於血漿中濃度升高並增加不良反應的風險。美爾奎寧的平均生物半衰期介於2到4週之間。總清除率透過肝臟進行，主要排泄途徑是經由膽汁和糞便，相對地，只有4%到9%透過尿液排出。在長期使用期間，生物半衰期保持不變。

## 化學

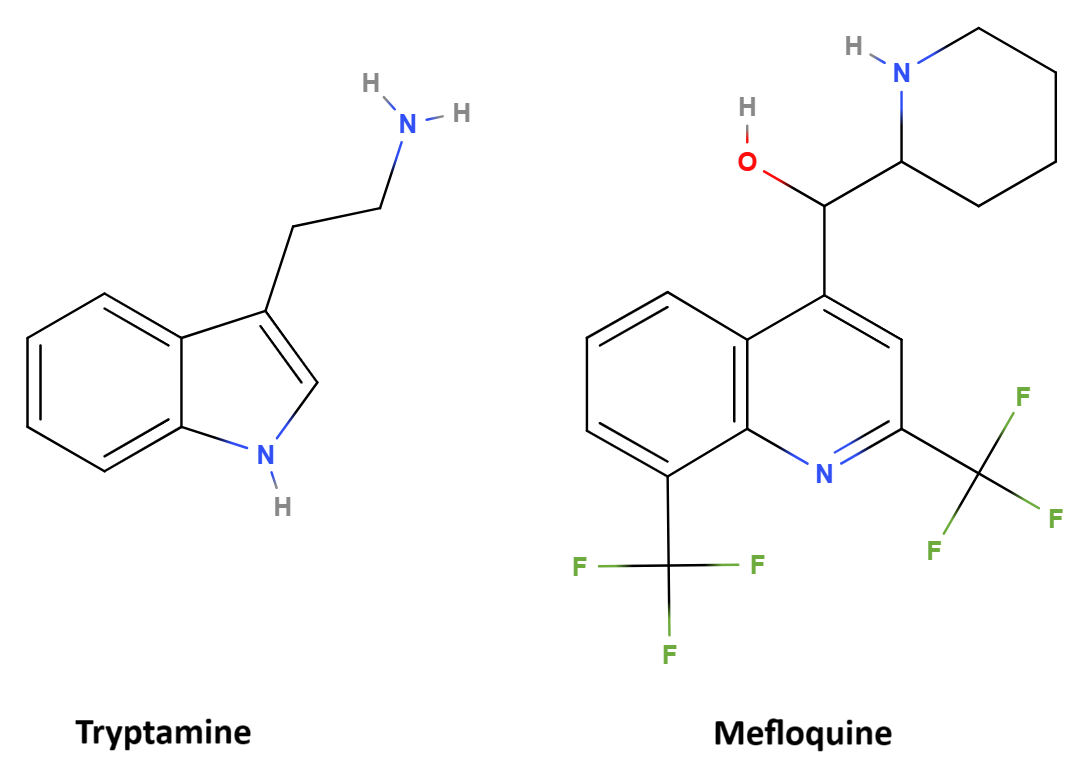
色胺與美爾奎寧的化學結構。

美爾奎寧是一種手性分子，具有兩個不對稱碳中心，這表示它有四種不同的立體異構物 。這種藥物目前由瑞士製藥公司羅氏製造並作為 (R,S)- 和 (S,R)-對映異構物的外消旋體出售。本質上，它是一種藥物包含兩種成分。血漿中 (–)-對映異構物的濃度顯著高於 (+)-對映異構物，且這兩種對映異構物之間的藥物代謝動力學存在顯著差異。(+)-對映異構物的生物半衰期比 (–)-對映異構物短。具體來說，它是一種鹽酸美爾奎寧形式的製劑。
美爾奎寧的化學結構與色胺及其衍生物相似。然而，色胺是吲哚乙胺 (indolylethylamine)，而美爾奎寧則是喹啉乙胺 (quinolinylethylamine) 。美爾奎寧的結構也與10,11-secoergoline (α,N-四亞甲基色胺) 特別相似。

## 歷史
美爾奎寧是在1970年代，即越南戰爭結束後不久，於華特里德陸軍研究院（WRAIR）配製而成。在該研究期間所篩選的25萬種抗瘧疾化合物中，美爾奎寧的序號是第142,490號。
美爾奎寧是美國國防部與製藥公司之間的首個公私協力項目。WRAIR將其所有第一階段和第二階段的臨床試驗數據轉交給羅氏製藥和Smith, Kline & French。FDA很快就批准其作為瘧疾治療藥物。最值得注意的是，第三階段的安全性和耐受性試驗遭到省略。
羅氏製藥於1984年在瑞士取得這種藥物的批准，並以Lariam的品牌名稱上市。
但美爾奎寧直到1989年才獲得FDA批准用於預防性用途。這次批准主要是基於患者遵從性（因為它每週只需服用一次。相較於一些需要每日服用或有更複雜給藥方案的藥物，每週一次的服藥頻率大大簡化患者的用藥負擔，理論上會提高患者按時服藥的機率），而安全性和耐受性則被忽視。由於該藥物的生物半衰期非常長，CDC最初建議美爾奎寧的劑量為每兩週250毫克。然而卻在參與批准研究的和平工作團志願者中造成無法接受的高瘧疾發生率，方案因而被改為每週服用一次。
到1991年，羅氏製藥已在全球推廣這種藥物。
到1992年，聯合國在執行恢復希望行動時，參與的加拿大士兵被大量開立這種藥物。
到1994年，醫療專業人員開始注意到"在使用美爾奎寧預防和治療期間觀察到的嚴重精神副作用"，並建議"在開立另一療程前，應確認患者沒禁忌症，且初期療程中未出現輕微副作用"。蘇黎世大學醫院的其他醫生則指出，一位47歲、先前健康的日本遊客”使用此藥物而出現嚴重神經精神副作用的案例，
|  | 美爾奎寧具有的神經精神副作用已有充分記載，包括焦慮、憂鬱、幻覺、急性精神病和癲癇。這些副作用在預防性使用時的發生率為萬分之1，治療性使用時則為250分之1。 |

首次針對混合人群進行的隨機對照試驗於2001年執行。該試驗將美爾奎寧的預防效果與阿托奎酮/氯胍進行比較。結果顯示美爾奎寧組約67%的參與者報告至少一次不良事件，而阿托伐醌/普羅胍尼組則為71%。在美爾奎寧組中，有5%的使用者報告需要醫療照護的嚴重事件，而阿托奎酮/氯胍組則為1.2%。
羅氏製藥於2009年8月停止在美國銷售Lariam。
美國退役軍人（後從政）強尼·馬瑟於2015年透露，他"每週會收到一到兩封"關於該藥物不良影響的信件。羅氏製藥於2017年7月將這個Lariam品牌從愛爾蘭市場撤下。

### 軍隊中用途
澳大利亞軍方於2006年將美爾奎寧定為"第三線替代藥物"，從2011年起的五年內，僅有25名士兵獲開立此藥，且僅限於他們對其他替代藥物無法耐受的情況。在2001年至2012年間，派往阿富汗的16,000名加拿大士兵曾服用此藥作為預防措施。2013年，美國陸軍禁止其特種部隊（如"綠扁帽"）使用美爾奎寧。英國軍方在一次議會調查揭示該藥物可能導致永久性副作用和腦損傷後，也於2016年秋季效仿澳大利亞的做法。
德國國防部於2016年12月將美爾奎寧從提供給士兵的藥物清單中移除。
2016年秋季，加拿大軍醫總長休·柯林·麥凱准將在一個議會委員會中表示，支持該藥物具有不可磨滅有害副作用的說法，是建立在錯誤的科學基礎上。加拿大衛生部專家芭芭拉·雷蒙德 (Barbara Raymond) 在同一個委員會提出她所讀到的證據未能支持該藥物會造成不可磨滅副作用的結論。然而曾被部署海外並服用美爾奎寧的加拿大士兵聲稱，他們因此留下持續的心理健康問題。
英國國防部於2020年承認在使用美爾奎寧方面存在失職，他們在多個案例中未能評估該藥物的風險並為其潛在副作用提出警告。

## 研究
於2010年6月，首次出現成功使用美爾奎寧治療進行性多灶性白質腦病的病例報告。美爾奎寧也能對抗人類多瘤病毒 2 （JC 病毒），給予美爾奎寧似乎能清除患者體內的病毒，並阻止進一步的神經功能惡化。
美爾奎寧透過突觸後 (postsynaptic) 和突觸前 (presynaptic) 作用改變膽鹼能突觸傳遞 (cholinergic synaptic transmission)。其抑制乙醯膽鹼酯酶的突觸後作用，會改變大腦中突觸之間的信號傳遞。

## 延伸閱讀
- Chen LH, Wilson ME, Schlagenhauf P. . JAMA. May 2007, 297 (20): 2251–2263. PMID 17519415. doi:10.1001/jama.297.20.2251 .
- Schlagenhauf P, Adamcova M, Regep L, Schaerer MT, Rhein HG. . Malaria Journal. December 2010, 9: 357. PMC 3224336 . PMID 21143906. doi:10.1186/1475-2875-9-357 .

## 外部連結
- . Drug Information Portal. U.S. National Library of Medicine.

Template:Psychedelics
Template:Monoamine reuptake inhibitors